# Domenico Pastorello
Pour les articles homonymes, voir Pastorello.
Domenico Pastorello, né à Bagnoregio à une date inconnue, mort à Viterbe le 6 octobre 1547, est un archevêque catholique italien du XVIe siècle.

## Biographie
Religieux franciscain, il est chapelain de Baldassare Castiglione lorsque celui-ci est nonce apostolique auprès de Charles Quint. Après le sac de Rome de 1527, le pape Clément VII reproche à Castiglione de ne pas l'avoir prévenu des intentions de l'empereur : Domenico Pastorello transmet au pape des lettres de réponse de Castiglione, en décembre 1527. "Le pape fut si content de ces lettres qu'il donna un évêché à celui qui les avait apportées", rapporte l'érudit Louis Moréri. L'évêque d'Alghero-Bossa Guillermo Casador étant justement décédé à Rome à ce moment (sans doute des suites du sac de Rome), Domenico Pastorello est nommé évêque d'Alghero, en Sardaigne, dès le 12 janvier 1528. Il en reste très reconnaissant à Castiglione. 
Le 13 novembre 1534, il est promu au siège archiépiscopal de Cagliari, toujours en Sardaigne.
Il participe à l'académie cortésienne de Valladolid dans les années 1540.
Il participe au Concile de Trente, où il retrouve sans doute l'évêque Pierre d'Albret qu'il avait connu à Valladolid.
Il meurt à Viterbe le 6 octobre 1547 et est enterré dans l'église franciscaine de sa ville natale de Bagnoregio.